# زیدان اقبال
زیدان اقبال (زاده ۲۷ آوریل ۲۰۰۳) بازیکن فوتبال اهل عراق است که برای باشگاه فوتبال اوترخت در پست هافبک بازی می‌کند.

## عملکرد باشگاهی
اقبال اولین قرارداد حرفه ای خود را با منچستر یونایتد در آوریل ۲۰۲۱ امضا کرد. او اولین بازی خود را برای منچستر یونایتد در ۸ دسامبر ۲۰۲۱ به عنوان بازیکن تعویضی در دقیقه ۸۹ در بازی لیگ قهرمانان اروپا مقابل باشگاه ورزشی یانگ بویز برن انجام داد.

## عملکرد ملی
زیدان سابقه بازی در زیر ۲۳ سال عراق را دارد.
زیدان در ژانویه سال ۲۰۲۲ برای بازی مقابل ایران و لبنان در مقدماتی جام جهانی ۲۰۲۲ به تیم ملی عراق دعوت شد.
او اولین بازی ملی خود را در تاریخ ۲۷ ژانویه ۲۰۲۲ در تهران مقابل تیم ملی فوتبال ایران انجام داد.که با شکست ۱ بر ۰ تیم ملی عراق به پایان رسید.